# Teia Maru
Die Teia Maru (帝亜丸) war ein von Nippon Yūsen bereedertes, ehemaliges Passagierschiff, das unter diesem Namen als Truppentransporter, Gefangenentransporter und Hospitalschiff im Einsatz stand. In Dienst gestellt wurde es 1932 als Aramis für die französische Reederei Messageries Maritimes im Linienverkehr nach Fernost. Im April 1942 beschlagnahmte die japanische Regierung das Schiff. Am 18. August 1944 wurde die Teia Maru als Teil des Geleitzugs HI-71 vor Luzon versenkt. Etwa 2.665 Menschen kamen hierbei ums Leben.

## Geschichte

### Aramis
Die Aramis entstand unter der Baunummer 1206 in der Werft von Chantiers de l’Atlantique in Saint-Nazaire und lief am 30. Juni 1931 vom Stapel. Nach der Ablieferung an Messageries Maritimes nahm sie am 21. Oktober 1932 den Liniendienst von Marseille nach Port Said, Dschibuti, Colombo, Penang, Singapur, Saigon, Hongkong, Shanghai und Kōbe. Ihre Schwesterschiffe waren die noch im Jahr ihrer Indienststellung durch ein Feuer verloren gegangene Georges Philippar und die Felix Roussel. Am 22. Juni 1933 lief das Schiff vor den Zhoushan-Inseln auf Grund, konnte jedoch mit Hilfe des französischen Kreuzers Primauguet freigeschleppt werden.
Im September 1939 wurde die Aramis nach Ausbruch des Zweiten Weltkriegs bewaffnet und als Hilfskreuzer eingesetzt. Unter der Bezeichnung X 1 patrouillierte das Schiff bis Juni 1940 in der Sundastraße und im Südchinesischen Meer, ehe es anschließend wieder unter seinem alten Namen und der Bereederung der Messageries Maritimes als schwimmende Kaserne in Saigon ankerte.

### Teia Maru
Am 12. April 1942 wurde die Aramis in Saigon unter dem Angarienrecht von der japanischen Regierung beschlagnahmt und in Teia Maru umbenannt.  In der Folgezeit wurde das Schiff vor allem als Truppen- und Gefangenentransporter sowie für den Austausch von Kriegsgefangenen genutzt, zum Beispiel im September und Oktober 1943 für US-amerikanische und kanadische Staatsangehörige. Es diente jedoch auch als Hospitalschiff und beförderte teilweise weiterhin zivile Passagiere.
Am 10. August 1944 verließ die Teia Maru als Teil des Geleitzugs Hi-71 die Bucht von Imari mit Singapur als Ziel. An Bord befanden sich 5.478 Soldaten (vorwiegend Mitglieder der Kaiserlich Japanischen Heeresluftstreitkräfte) und Besatzungsmitglieder, aber auch eine große Anzahl an Zivilisten. Nachdem am Morgen des 18. August bereits drei Schiffe des Geleitzugs durch einen Angriff des Unterseeboots Redfish beschädigt wurden, griff in der Nacht auch die Rasher an. Gegen 23.12 Uhr Ortszeit trafen zwei ihrer Torpedos die Teia Maru auf Höhe des zweiten Laderaums und am hinteren Teil des Maschinenraums. Das Schiff geriet in Brand und explodierte gegen 23.40 Uhr auf Position 18° 9′ N, 119° 56′ O. Insgesamt kamen etwa 2.665 Menschen ums Leben, darunter 275 zivile Todesopfer. Somit ist Untergang der Teia Maru eine der größten Schiffskatastrophen des 20. Jahrhunderts.